# Pine Chip
Pine Chip, född 29 april 1990 på KMW Farms of Bethel i Pennsylvania, död 4 december 2019 i Sverige, var en amerikansk varmblodig travhäst. Han tränades av Chuck Sylvester och kördes oftast av John Campbell.
Han tävlade under mitten av 1990-talet, och sprang in 1,7 miljoner dollar. Han är invald i den amerikanska travsportens Hall of Fame sedan 2007, och räknas som en av världens bästa travhästar genom tiderna. Efter karriären har han varit framgångsrik som avelshingst och blivit utsedd till ”Elithingst”.

## Karriär
Pine Chip tävlade under mitten av 1990-talet och sprang in 1,7 miljoner dollar. Han tog karriärens största segrar i Breeders Crown 3YO Colt & Gelding Trot (1993), Kentucky Futurity (1993), World Trotting Derby (1993), American National Stakes (1993), John Cashman Memorial (1994), Nat Ray Trot (1994) och Breeders Crown Open Trot (1994). Han kom även på andraplats i världens största unghästlopp Hambletonian Stakes (1993).
Han utsågs till "Årets Häst" i USA 1993 och 1994.
Som fyraåring deltog han i 1994 års upplaga av Elitloppet på Solvalla, körd av kusken Chris Boring. Han segrade i försöksloppet, och blev sedan favoritspelad till oddset 1.40 i finalen men slutade där oplacerad efter att ha galopperat.
Han satte dåvarande nytt världsrekord den 1 oktober 1994 på travbanan The Red Mile i USA när han, som första travhäst genom tiderna, segrade på tiden 1.09,0 över sprinterdistans.

### Avelskarriär
Efter tävlingskarriären var Pine Chip framgångsrik som avelshingst på Stuteri Broline. Han har lämnat efter sig stjärnor som Enjoy Lavec (1996), Scarlet Knight (1998), Pine Dust (1998), Civil Action (1999), Rae Boko (1999), Daguet Rapide (2000), Luxury Ås (2000), Global Investment (2003), Infinitif (2004), Calamara Donna (2005) och Call Me Keeper (2010). Han har tilldelats avelsbedömningen "Elithingst" för sin utomordentliga förärvning. I augusti 2017 togs han ur avelsarbetet, och fick bo kvar på Stuteri Broline.

### Död
Den 4 december 2019 meddelade Stuteri Broline att Pine Chip hade avlidit vid en ålder av 29 år.